# Ráday-kastély
A Ráday-kastély Pécelen, Pest vármegyében található.

## Történet
A kastély építése Ráday Pál (1677-1733) II. Rákóczi Ferenc diplomatája és fia Ráday Gedeon (1713-1792) nevéhez fűződik. Ráday Pál, miután felesége, Kajali Klára hozományából a péceli uradalom birtokába jutott, 1722 - 1730 között felépíttette a mai kastély alapját képező kúriát. Ezt az épületet fia 1755-1766 között barokk stílusú kastéllyá bővíttette. A teljes kastély melléképületekkel, 1770-re készült el. Az átalakítást a gödöllői Grassalkovich-kastély építője, Mayerhoffer András, valamint fia, János végezték. A homlokzaton és az oszlopokon található finom kőfaragásokat Antonio Conti készítette 1764-1765 között. Az asztalosmunkát és a finom kivitelű berakott padlókat Cancini András besztercebányai asztalos 1762-ben készítette.

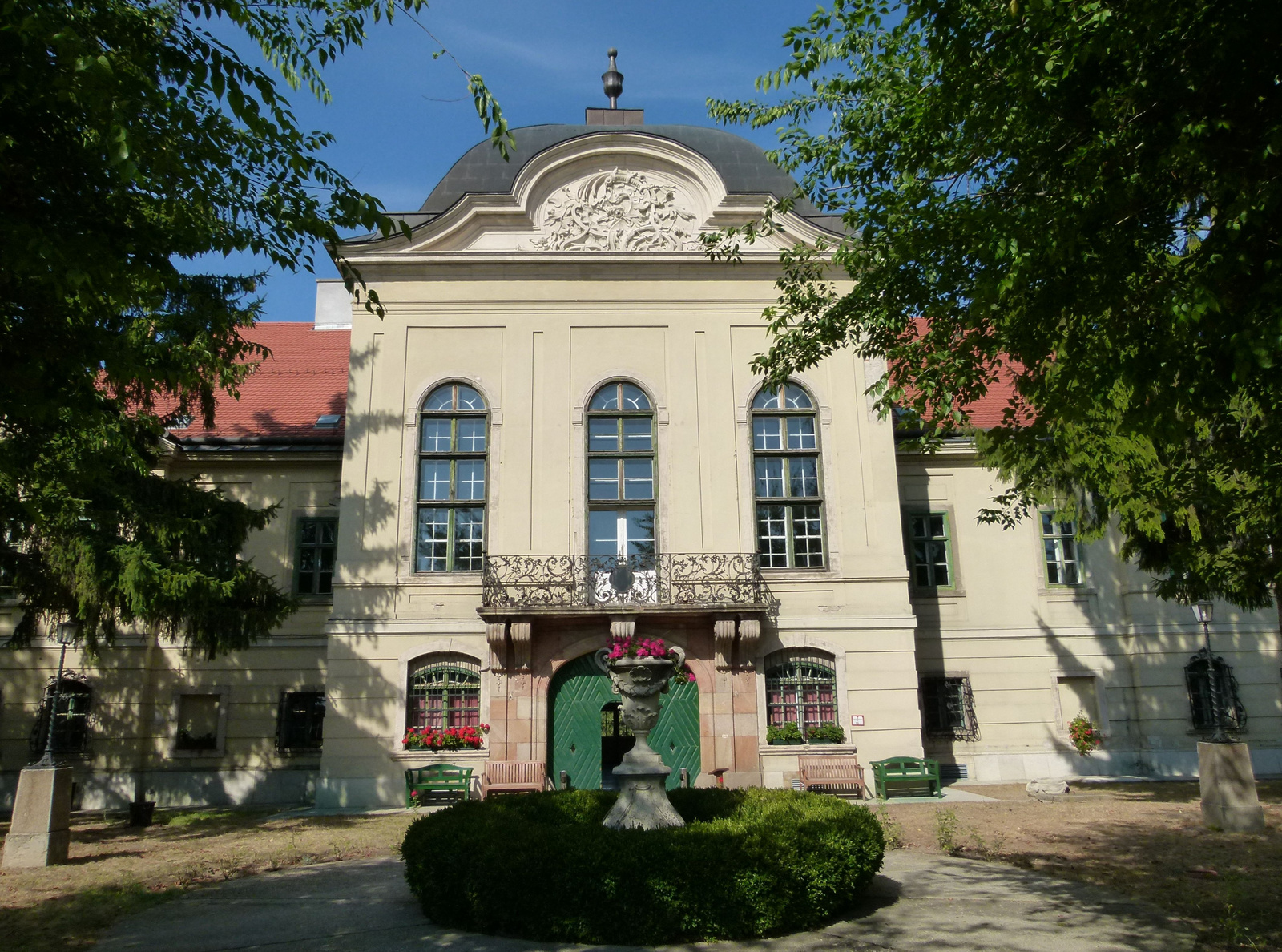
A kastély főbejárata

A díszterem falképeinek kiválasztása és festészeti megoldása Ráday Gedeon elképzeléseit mutatja. A terem falait Bernard Picart párizsi születésű rézmetsző és rézkarcoló, valamint Philipp Gunst rézmetszeteinek, a Ráday gyűjteményből általa kiválasztott, felnagyított és falra festett fekete-fehér képei díszítik. A falfestmények 1766-ban készültek, rézmetszetű előképek után, Ovidius átváltozásait 15 jelentben ábrázolják, amelyek alá Ráday Gedeon írt verssorokat és feliratokat a kor helyesírási szabályi szerint. A mennyezetet díszítő Phaeton kép díszítette.  A díszterem mennyezetét, miután az 1825-ös tűzvészkor leszakadt,  nem állították helyre.
A királyi hálószoba a nevét arról kapta, hogy a falain valamikor a falain a Habsburg-uralkodóház 18. századi tagjainak 34 arcképe függött. (II. József király meg is látogatta Rádayt a kastélyban.) A sarokszobában - melyet királyi szalonnak is neveznek - az építészet, a festészet és szobrászat, valamint az orvostudomány allegóriái láthatók.
A vendégszobát, ahol egykor Kazinczy is megszállt, Herkules-szobának is nevezik, ugyanis falképei Herkules életének tizenkét jelenetét ábrázolják.
A kastély 1825. március 30-án leégett, a kupola beszakadt, az alatta levő díszterem festményeinek egy része tönkrement és elpusztult a képgyűjtemény is. A család anyagi gondjai miatt 1872. december 30-án nyilvánosan elárverezték. Ekkor került a Kelecsényi család pontosabban kelcsényi és hrabói Kelecsényi Rafael birtokába. Az új tulajdonos nem sokat törődött a kastéllyal, ezért állapota folyamatosan romlott, eredeti bútorai, kép- és éremgyűjteménye szétszóródott. Ráday Gedeon egész életében a családi könyvtár tervszerű gyarapításával és a magyar irodalmi-művészeti élet fellendítésével foglalkozott. Kb. 12 ezer kötetet gyűjtött, amelyek az egyes tudományágak legkiválóbb műveit, a klasszikus alapműveket és a francia felvilágosodás irodalmát reprezentálják. Végrendelete alapján a könyvtárat nem lehetett megbontani, csak egészében lehetett értékesíteni. Ezért a könyvtár és a könyvtárberendezés a Duna-melléki Református Egyházkerület tulajdonába került vétel útján 1861-ben, és ott épségben megőrizték védett gyűjteményként. A második világháború után Farkas László főorvos javaslatára, Thomas Antal tervei szerint 1953-1956 között felújították, majd 1997-ig a MÁV-kórház kihelyezett részlege működött benne. A kastély ma a Kincstár tulajdona, és folyik az épület és a történeti kert helyreállítása. 1998-ban a MÁV átadta a Műemlékek Nemzeti Gondnokságának.
2023. március 21-én a Nemzeti Örökségvédelmi Fejlesztési Nonprofit Kft. bejelentette a Ráday-kastély látogathatóságának felfüggesztését. A kastély 2023. április 20-án bezárt.